# Doddasathigala, Sakleshpur
Doddasathigala là một làng thuộc tehsil Sakleshpur, huyện Hassan, bang Karnataka, Ấn Độ.